# Saubole
Saubole é uma comuna francesa na região administrativa da Nova Aquitânia, no departamento dos Pirenéus Atlânticos. Estende-se por uma área de 5,06 km². Em 2010 a comuna tinha 145 habitantes (densidade: 28,7 hab./km²).